# Казеле (Асколи Пичено)
Казеле (итал. Caselle) насеље је у Италији у округу Асколи Пичено, региону Марке.
Према процени из 2011. у насељу је живело 951 становника. Насеље се налази на надморској висини од 115 м.